# 1910 aux États-Unis
Pour des articles plus généraux, voir Chronologie des États-Unis et 1910.
Chronologie des États-Unis
- 1906
- 1907
- 1908
- 1909
- 1910
- 1911
- 1912
- 1913
- 1914

Cette page concerne des événements d'actualité qui se sont produits durant l'année 1910 du calendrier grégorien aux États-Unis.

## Événements
- 18 juin : loi Mann-Elkins. Les pouvoirs de la Commission sur le Commerce inter-États sont étendus aux lignes de télégraphe et de téléphone.
- 25 juin : Federal Corrupt Practices Act. Loi fédérale instituant un premier contrôle sur les campagnes électorales et les primaires des 2 grands partis démocrates et républicains.
- 1er septembre : Roosevelt rompt avec Taft qu’il accuse d’avoir trahi ses idées et définit le « Nouveau Nationalisme ». Il réaffirme la prééminence de l’exécutif sur le Congrès et du politique sur l’économique et préconise une législation fiscale et sociale assurant à tous une juste part de la prospérité.
- 27 octobre : signature des pactes Dawson. Le Nicaragua devient un protectorat virtuel des États-Unis. Les marines restent jusqu’en 1933, avec une interruption entre août 1925 et mai 1926.
- 1er novembre : création de la NAACP, association nationale pour la promotion des personnes de couleur.
- Victor Berger est le premier membre du parti socialiste à être élu au Congrès des États-Unis. En 1911, 73 socialistes seront élus maires et 1200 autres à des postes mineurs dans les administrations de 340 villes et villages. La presse évoque un « raz-de-marée socialiste ».
- Parution du Rapport Flexner sur les écoles de médecine aux États-Unis : réforme moderne de l'enseignement de la médecine dans ce pays selon une norme agréée par l'Administration de la santé et de l’Éducation nationale.
- Grève des horlogers à New York.
- La NCF propose un décret en faveur d’une compensation pour les travailleurs accidentés aux États-Unis. En 1911, douze États votent des lois sur les réparations ou les assurances concernant les accidents du travail. En 1920, ils seront 42.
- 4+4=67. Pythagore est un maçon.